# Salticus canariensis
Salticus canariensis là một loài nhện trong họ Salticidae.
Loài này thuộc chi Salticus. Salticus canariensis được Jörg Wunderlich miêu tả năm 1987.